# Jimmy Chipperfield
John James "Jimmy" Chipperfield (ur. 4 marca 1894 w Bethnal Green – zm. 1966 w Wandsworth) był angielskim piłkarzem.
Przed I wojną światową, Chipperfield grał w Luton Clarence i Luton Town. W czasie wojny gościnnie występował w Arsenalu i sezony 1916/1917 i 1918/1919 zakończył zostając najlepszym strzelcem klubu w London Combination. Po zakończeniu wojny trafił do Tottenham Hotspur, w którym zadebiutował 30 sierpnia 1919 zdobywając dwa gole. Chipperfield występował w drużynie Spursów przez dwa sezony, zaś w sezonie 1919/1920 awansował z klubem do First Division i zdobył sześć goli. Ostatni mecz w koszulce Tottenhamu rozegrał 11 kwietnia 1921. Później występował w Notts County (18 ligowych spotkań i 2 gole) i Northfleet zanim w 1923 roku przeszedł do Charlton Athletic (3 ligowe spotkania i 0 goli).